# Ski Classics 2013
Die Ski Classics 2013 waren die dritte Austragung der Wettkampfserie im Skilanglauf. Sie umfasste sechs Skimarathons, die in klassischer Technik ausgetragen wurden. Die Serie begann am 13. Januar 2013 in Bedřichov und endete am 23. März 2012 mit dem Årefjällsloppet von Vålådalen nach Åre, der den Norefjellsrennet als Abschlussrennen der Serie ersetzte, nachdem bereits in der Vorsaison ein Rennen in Vålådalen als Ersatzrennen für das witterungsbedingt abgesagte Norefjellsrennet diente.
Nicht mehr im Kalender der Serie war nach nur einem Jahr der Tartu Maraton in Estland. 
Sieger der Gesamtwertung wurden Anders Aukland bei den Männern und Seraina Boner bei den Frauen.

## Männer

### Ergebnisse
| 1. Ski Classics in Bedřichov – Isergebirgslauf | 1. Ski Classics in Bedřichov – Isergebirgslauf | 1. Ski Classics in Bedřichov – Isergebirgslauf | 1. Ski Classics in Bedřichov – Isergebirgslauf | 1. Ski Classics in Bedřichov – Isergebirgslauf |
| ---------------------------------------------- | ---------------------------------------------- | ---------------------------------------------- | ---------------------------------------------- | ---------------------------------------------- |
| Datum                                          | Disziplin                                      | Erster Platz                                   | Zweiter Platz                                  | Dritter Platz                                  |
| 13. Januar 2013                                | 50 km klassisch                                | Anders Aukland                                 | Lukáš Bauer                                    | Jørgen Aukland                                 |

| 2. Ski Classics im Val di Fiemme und Val di Fassa – Marcialonga | 2. Ski Classics im Val di Fiemme und Val di Fassa – Marcialonga | 2. Ski Classics im Val di Fiemme und Val di Fassa – Marcialonga | 2. Ski Classics im Val di Fiemme und Val di Fassa – Marcialonga | 2. Ski Classics im Val di Fiemme und Val di Fassa – Marcialonga |
| --------------------------------------------------------------- | --------------------------------------------------------------- | --------------------------------------------------------------- | --------------------------------------------------------------- | --------------------------------------------------------------- |
| Datum                                                           | Disziplin                                                       | Erster Platz                                                    | Zweiter Platz                                                   | Dritter Platz                                                   |
| 27. Januar 2013                                                 | 70 km klassisch                                                 | Jørgen Aukland                                                  | Stanislav Řezáč                                                 | Anders Aukland                                                  |

| 3. Ski Classics in Oberammergau – König-Ludwig-Lauf | 3. Ski Classics in Oberammergau – König-Ludwig-Lauf | 3. Ski Classics in Oberammergau – König-Ludwig-Lauf | 3. Ski Classics in Oberammergau – König-Ludwig-Lauf | 3. Ski Classics in Oberammergau – König-Ludwig-Lauf |
| --------------------------------------------------- | --------------------------------------------------- | --------------------------------------------------- | --------------------------------------------------- | --------------------------------------------------- |
| Datum                                               | Disziplin                                           | Erster Platz                                        | Zweiter Platz                                       | Dritter Platz                                       |
| 3. Februar 2013                                     | 42 km klassisch (verkürzt von 50 km)                | Jerry Ahrlin                                        | Jörgen Brink                                        | Anders Aukland                                      |

| 4. Ski Classics von Sälen nach Mora – Wasalauf | 4. Ski Classics von Sälen nach Mora – Wasalauf | 4. Ski Classics von Sälen nach Mora – Wasalauf | 4. Ski Classics von Sälen nach Mora – Wasalauf | 4. Ski Classics von Sälen nach Mora – Wasalauf |
| ---------------------------------------------- | ---------------------------------------------- | ---------------------------------------------- | ---------------------------------------------- | ---------------------------------------------- |
| Datum                                          | Disziplin                                      | Erster Platz                                   | Zweiter Platz                                  | Dritter Platz                                  |
| 3. März 2013                                   | 90 km klassisch                                | Jørgen Aukland                                 | Daniel Tynell                                  | Anders Aukland                                 |

| 5. Ski Classics von Rena nach Lillehammer – Birkebeinerrennet | 5. Ski Classics von Rena nach Lillehammer – Birkebeinerrennet | 5. Ski Classics von Rena nach Lillehammer – Birkebeinerrennet | 5. Ski Classics von Rena nach Lillehammer – Birkebeinerrennet | 5. Ski Classics von Rena nach Lillehammer – Birkebeinerrennet |
| ------------------------------------------------------------- | ------------------------------------------------------------- | ------------------------------------------------------------- | ------------------------------------------------------------- | ------------------------------------------------------------- |
| Datum                                                         | Disziplin                                                     | Erster Platz                                                  | Zweiter Platz                                                 | Dritter Platz                                                 |
| 16. März 2013                                                 | 56 km klassisch                                               | Anders Aukland                                                | Eldar Rønning                                                 | Espen Harald Bjerke                                           |

| 6. Ski Classics von Vålådalen nach Åre – Årefjällsloppet | 6. Ski Classics von Vålådalen nach Åre – Årefjällsloppet | 6. Ski Classics von Vålådalen nach Åre – Årefjällsloppet | 6. Ski Classics von Vålådalen nach Åre – Årefjällsloppet | 6. Ski Classics von Vålådalen nach Åre – Årefjällsloppet |
| -------------------------------------------------------- | -------------------------------------------------------- | -------------------------------------------------------- | -------------------------------------------------------- | -------------------------------------------------------- |
| Datum                                                    | Disziplin                                                | Erster Platz                                             | Zweiter Platz                                            | Dritter Platz                                            |
| 23. März 2013                                            | 75 km klassisch                                          | Anders Aukland Jørgen Aukland                            |                                                          | Jens Eriksson                                            |

### Gesamtwertung
| |                      |        |
| \| Rang \| Name \| Punkte \| \| ---- \| -------------------- \| ------ \| \| 1. \| Anders Aukland \| 940 \| \| 2. \| Jørgen Aukland \| 840 \| \| 3. \| Stanislav Řezáč \| 508 \| \| 4. \| Jörgen Brink \| 408 \| \| 5. \| Jerry Ahrlin \| 366 \| \| 5. \| Simen Østensen \| 366 \| \| 7. \| Audun Laugaland \| 332 \| \| 8. \| Daniel Tynell \| 312 \| \| 9. \| Morten Eide Pedersen \| 290 \| \| 10. \| Espen Harald Bjerke \| 270 \| |                      |        |
| Rang | Name                 | Punkte |
| 1. | Anders Aukland       | 940    |
| 2. | Jørgen Aukland       | 840    |
| 3. | Stanislav Řezáč      | 508    |
| 4. | Jörgen Brink         | 408    |
| 5. | Jerry Ahrlin         | 366    |
| 5. | Simen Østensen       | 366    |
| 7. | Audun Laugaland      | 332    |
| 8. | Daniel Tynell        | 312    |
| 9. | Morten Eide Pedersen | 290    |
| 10. | Espen Harald Bjerke  | 270    |

## Frauen

### Ergebnisse
| 1. Ski Classics in Bedřichov – Isergebirgslauf | 1. Ski Classics in Bedřichov – Isergebirgslauf | 1. Ski Classics in Bedřichov – Isergebirgslauf | 1. Ski Classics in Bedřichov – Isergebirgslauf | 1. Ski Classics in Bedřichov – Isergebirgslauf |
| ---------------------------------------------- | ---------------------------------------------- | ---------------------------------------------- | ---------------------------------------------- | ---------------------------------------------- |
| Datum                                          | Disziplin                                      | Erster Platz                                   | Zweiter Platz                                  | Dritter Platz                                  |
| 13. Januar 2013                                | 50 km klassisch                                | Walentyna Schewtschenko                        | Seraina Boner                                  | Aino-Kaisa Saarinen                            |

| 2. Ski Classics im Val di Fiemme und Val di Fassa – Marcialonga | 2. Ski Classics im Val di Fiemme und Val di Fassa – Marcialonga | 2. Ski Classics im Val di Fiemme und Val di Fassa – Marcialonga | 2. Ski Classics im Val di Fiemme und Val di Fassa – Marcialonga | 2. Ski Classics im Val di Fiemme und Val di Fassa – Marcialonga |
| --------------------------------------------------------------- | --------------------------------------------------------------- | --------------------------------------------------------------- | --------------------------------------------------------------- | --------------------------------------------------------------- |
| Datum                                                           | Disziplin                                                       | Erster Platz                                                    | Zweiter Platz                                                   | Dritter Platz                                                   |
| 27. Januar 2013                                                 | 70 km klassisch                                                 | Seraina Boner                                                   | Laila Kveli                                                     | Tatjana Jambajewa                                               |

| 3. Ski Classics in Oberammergau – König-Ludwig-Lauf | 3. Ski Classics in Oberammergau – König-Ludwig-Lauf | 3. Ski Classics in Oberammergau – König-Ludwig-Lauf | 3. Ski Classics in Oberammergau – König-Ludwig-Lauf | 3. Ski Classics in Oberammergau – König-Ludwig-Lauf |
| --------------------------------------------------- | --------------------------------------------------- | --------------------------------------------------- | --------------------------------------------------- | --------------------------------------------------- |
| Datum                                               | Disziplin                                           | Erster Platz                                        | Zweiter Platz                                       | Dritter Platz                                       |
| 3. Februar 2013                                     | 42 km klassisch (verkürzt von 50 km)                | Seraina Boner                                       | Jenny Hansson                                       | Laila Kveli                                         |

| 4. Ski Classics von Sälen nach Mora – Wasalauf | 4. Ski Classics von Sälen nach Mora – Wasalauf | 4. Ski Classics von Sälen nach Mora – Wasalauf | 4. Ski Classics von Sälen nach Mora – Wasalauf | 4. Ski Classics von Sälen nach Mora – Wasalauf |
| ---------------------------------------------- | ---------------------------------------------- | ---------------------------------------------- | ---------------------------------------------- | ---------------------------------------------- |
| Datum                                          | Disziplin                                      | Erster Platz                                   | Zweiter Platz                                  | Dritter Platz                                  |
| 3. März 2013                                   | 90 km klassisch                                | Laila Kveli                                    | Seraina Boner                                  | Sandra Hansson                                 |

| 5. Ski Classics von Rena nach Lillehammer – Birkebeinerrennet | 5. Ski Classics von Rena nach Lillehammer – Birkebeinerrennet | 5. Ski Classics von Rena nach Lillehammer – Birkebeinerrennet | 5. Ski Classics von Rena nach Lillehammer – Birkebeinerrennet | 5. Ski Classics von Rena nach Lillehammer – Birkebeinerrennet |
| ------------------------------------------------------------- | ------------------------------------------------------------- | ------------------------------------------------------------- | ------------------------------------------------------------- | ------------------------------------------------------------- |
| Datum                                                         | Disziplin                                                     | Erster Platz                                                  | Zweiter Platz                                                 | Dritter Platz                                                 |
| 16. März 2013                                                 | 56 km klassisch                                               | Seraina Boner                                                 | Sandra Hansson                                                | Jenny Hansson                                                 |

| 6. Ski Classics von Vålådalen nach Åre – Årefjällsloppet | 6. Ski Classics von Vålådalen nach Åre – Årefjällsloppet | 6. Ski Classics von Vålådalen nach Åre – Årefjällsloppet | 6. Ski Classics von Vålådalen nach Åre – Årefjällsloppet | 6. Ski Classics von Vålådalen nach Åre – Årefjällsloppet |
| -------------------------------------------------------- | -------------------------------------------------------- | -------------------------------------------------------- | -------------------------------------------------------- | -------------------------------------------------------- |
| Datum                                                    | Disziplin                                                | Erster Platz                                             | Zweiter Platz                                            | Dritter Platz                                            |
| 23. März 2013                                            | 75 km klassisch                                          | Seraina Boner                                            | Laila Kveli                                              | Riitta-Liisa Roponen                                     |

### Gesamtwertung
| |                         |        |
| \| Rang \| Name \| Punkte \| \| ---- \| ----------------------- \| ------ \| \| 1. \| Seraina Boner \| 1120 \| \| 2. \| Laila Kveli \| 778 \| \| 3. \| Jenny Hansson \| 624 \| \| 4. \| Susanne Nyström \| 514 \| \| 5. \| Sandra Hansson \| 470 \| \| 6. \| Stephanie Santer \| 420 \| \| 7. \| Riitta-Liisa Roponen \| 220 \| \| 8. \| Walentyna Schewtschenko \| 200 \| \| 9. \| Nina Lintzén \| 166 \| \| 10. \| Olga Michailowa \| 154 \| |                         |        |
| Rang | Name                    | Punkte |
| 1. | Seraina Boner           | 1120   |
| 2. | Laila Kveli             | 778    |
| 3. | Jenny Hansson           | 624    |
| 4. | Susanne Nyström         | 514    |
| 5. | Sandra Hansson          | 470    |
| 6. | Stephanie Santer        | 420    |
| 7. | Riitta-Liisa Roponen    | 220    |
| 8. | Walentyna Schewtschenko | 200    |
| 9. | Nina Lintzén            | 166    |
| 10. | Olga Michailowa         | 154    |